# Торонто (Південна Дакота)
Торонто (англ. Toronto) — місто (англ. town) в США, в окрузі Дул штату Південна Дакота. Населення — 196 осіб (2020).

## Географія
Торонто розташоване за координатами 44°34′21″ пн. ш. 96°38′29″ зх. д. / 44.57250° пн. ш. 96.64139° зх. д. (44.572404, -96.641368).  За даними Бюро перепису населення США в 2010 році місто мало площу 0,80 км², уся площа — суходіл.

## Демографія
Згідно з переписом 2010 року, у місті мешкало 212 осіб у 100 домогосподарствах у складі 53 родин. Густота населення становила 266 осіб/км².  Було 115 помешкань (145/км²).
Расовий склад населення:
| - 93,4 % — білих - 3,8 % — корінних американців - 1,4 % — осіб інших рас |

До двох чи більше рас належало 1,4 %. Частка іспаномовних становила 4,2 % від усіх жителів.
За віковим діапазоном населення розподілялося таким чином: 23,1 % — особи молодші 18 років, 58,0 % — особи у віці 18—64 років, 18,9 % — особи у віці 65 років та старші. Медіана віку мешканця становила 40,8 року. На 100 осіб жіночої статі у місті припадало 109,9 чоловіків;  на 100 жінок у віці від 18 років та старших — 98,8 чоловіків також старших 18 років.
Середній дохід на одне домашнє господарство  становив 42 451 долар США (медіана — 30 000), а середній дохід на одну сім'ю — 59 063 долари (медіана — 61 250). За межею бідності перебувало 22,0 % осіб, у тому числі 26,7 % дітей у віці до 18 років та 25,6 % осіб у віці 65 років та старших.
Цивільне працевлаштоване населення становило 99 осіб. Основні галузі зайнятості: освіта, охорона здоров'я та соціальна допомога — 23,2 %, виробництво — 16,2 %, роздрібна торгівля — 15,2 %.